# MH 65. Damjanich János Gépesített Lövészdandár
A Magyar Honvédség 65. Damjanich János Gépesített Lövészdandár a Magyar Néphadsereg, majd a Magyar Honvédség egyik legnagyobb szárazföldi katonai szervezete volt. Az alakulat előbb a békéscsabai 8. Gépkocsizó Lövészhadosztály, majd az 1963-ban létrejött 15. Gépkocsizó Lövészhadosztály közvetlen irányítása alá tartozott.

## Története
A dandár jogelődje a MN 65. Gépkocsizó Lövészezred 1958. szeptember 1-én alakult meg Nyíregyházán a Damjanich János Laktanyában.
Megalakulásakor az akkor még Békéscsabán állomásozó 8. Gépkocsizó Lövészhadosztály állományába tartozott, majd miután a hadosztályt átvezényelték a Dunántúlra megalakult Nyíregyházán a 15. Gépkocsizó Lövészhadosztály, mint keret hadosztály. Az alárendelt alakulatok alacsonyan voltak feltöltve és a technikai ellátottságuk is szerény volt.
1987. március 1-jével az ezredet gépesített lövészdandárrá szervezték át. 1990-ben felvette Damjanich János nevét és így a megnevezése MH 65. Damjanich János Gépesített Lövészdandár lett. Mivel a RUBIN-feladatnak megfelelően a keret hadosztályt is felszámolták 1987-ben, a 3. Gépesített Hadtest állományába került. A hadtest 1991-ben átalakult 3. Katonai Kerületté, de a dandár állományát eleinte nem érintette a változás.
Az 1990-es elején a dandár állományát lecsökkentették előkészítő törzs szintjére. Ez azt jelentette, hogy a technika zárolásra került és csak mozgósítás után került a behívott állomány részére kiadásra.
Az alakulat 1996. július 31-ével került felszámolásra és a laktanya szintén bezárásra került. A laktanya helyén ma lakópark áll.

## Szervezeti felépítése, alegységei
| Parancsnokság | Parancsnokság | Parancsnokság | Parancsnokság |
| Harcoló alegységek | Harcbiztosító alegységek | Logisztikai alegységek                                                                                                |               |
| --- | --- | --- | ------------- |
| - 1. Gépesített Lövészzászlóalj - 2. Gépesített Lövészzászlóalj - 3. Gépesített Lövészzászlóalj - 4. Gépesített Lövészzászlóalj - Harckocsi Zászlóalj - Tüzérosztály | - Törzstámogató század (1 db BRDM–2, 2 db BTR–50PK) - Híradószázad - Vegyes páncéltörő rakétaüteg (6db D–44 páncéltörő ágyú, amit 6 db ZIL–131 vontatott, 1 db BRDM–2, 6 db 9P133 Maljutka) - Felderítő század (12 db PSZH-F) - Önjáró légvédelmi rakétaüteg (4db Sztrela–1, Sztrela–2) | - Javító század - Ellátó század - Műszaki század - Vegyvédelmi század (5 db FUG), 1 db BTR–60) - Egészségügyi központ |               |

| A harcoló alegységek szervezeti felépítése | A harcoló alegységek szervezeti felépítése | A harcoló alegységek szervezeti felépítése | A harcoló alegységek szervezeti felépítése | A harcoló alegységek szervezeti felépítése | A harcoló alegységek szervezeti felépítése |
| 1. Gépesített Lövészzászlóalj | 2. Gépesített Lövészzászlóalj | 3. Gépesített Lövészzászlóalj | 4. Gépesített Lövészzászlóalj | Harckocsi Zászlóalj | Tüzérosztály |
| --- | --- | --- | --- | --- | --- |
| Vezető szervek Parancsnokság Törzs Harcoló alegységek 1. Lövészszázad (10 db PSZH, 1 db DAC teherautó) 2. Lövészszázad (10 db PSZH, 1 db DAC teherautó) 3. Lövészszázad (10 db PSZH, 1 db DAC teherautó) Aknavető üteg (6 db 120 mm-es aknavető, 6 db GAZ–66 vontató) Harcbiztosító alegységek Törzstámogató század Közepes páncéltörő rakétaüteg (4-6 db SZPG–9, 4-6 db 9M111 Fagot) | Vezető szervek Parancsnokság Törzs Harcoló alegységek 1. Lövészszázad (10 db PSZH, 1 db DAC teherautó) 2. Lövészszázad (10 db PSZH, 1 db DAC teherautó) 3. Lövészszázad (10 db PSZH, 1 db DAC teherautó) Aknavető üteg (6 db 120 mm-es aknavető, 6 db GAZ–66 vontató) Harcbiztosító alegységek Törzstámogató század Közepes páncéltörő rakétaüteg (4-6 db SZPG–9, 4-6 db 9M111 Fagot) | Vezető szervek Parancsnokság Törzs Harcoló alegységek 1. Lövészszázad (10 db PSZH, 1 db DAC teherautó) 2. Lövészszázad (10 db PSZH, 1 db DAC teherautó) 3. Lövészszázad (10 db PSZH, 1 db DAC teherautó) Aknavető üteg (6 db 120 mm-es aknavető, 6 db GAZ–66 vontató) Harcbiztosító alegységek Törzstámogató század Közepes páncéltörő rakétaüteg (4-6 db SZPG–9, 4-6 db 9M111 Fagot) | Vezető szervek Parancsnokság Törzs Harcoló alegységek 1. Lövészszázad (10 db PSZH, 1 db DAC teherautó) 2. Lövészszázad (10 db PSZH, 1 db DAC teherautó) 3. Lövészszázad (10 db PSZH, 1 db DAC teherautó) Aknavető üteg (6 db 120 mm-es aknavető, 6 db GAZ–66 vontató) Harcbiztosító alegységek Törzstámogató század Közepes páncéltörő rakétaüteg (4-6 db SZPG–9, 4-6 db 9M111 Fagot) | Vezető szervek Parancsnokság Törzsszázad (1 db T–55, 1 db PSZH) Harcoló alegységek 1. Harckocsi század (10 db T–55) 2. Harckocsi század (10 db T–55) 3. Harckocsi század (10 db T–55) 4. Harckocsi század (10 db T–55) Harcbiztosító alegységek Törzstámogató század | Vezető szervek Parancsnokság Törzs Harcoló alegységek 1. Tüzérüteg (6 db M–30 6 db DAC vontató) 2. Tüzérüteg (6 db M–30 6 db DAC vontató) 3. Tüzérüteg (6 db M–30 6 db DAC vontató) |